# 中国少年共产党
中国少年共产党，简称少共，是中国留欧学生在法国成立的一个共产主义政党。
1922年6月18日，来自法国、德国和比利时三国的中国留学生代表赵世炎、周恩来、李维汉、陈延年、陈乔年、郑超麟、尹宽、刘伯坚、王若飞、李富春、佘立亚、萧三、熊锐、萧朴生、薛世农等18人，在巴黎西郊布罗尼森林公园举行中国少年共产党第一次代表大会。赵世炎主持会议，会议选举赵世炎任书记，周恩来为宣传部长，李维汉为组织部长。同年底，中国共产党领袖陈独秀于出席共产国际“四大”时在莫斯科写信给赵世炎，建议中国少年共产党改称社会主义青年团，并指示其尽快与国内的中国社会主义青年团中央联系，解决组织隶属关系问题。

## 成立
随后，赵世炎、周恩来等人于1923年2月17日在巴黎西郊区比揚古镇警察分局内举行中国少年共产党第三次代表大会，将中国少年共产党改组为旅欧中国共产主义青年团（中国社会主义青年团旅欧区）。2月17日至19日，旅歐中國少年共產黨召開臨時代表大會，會議決定旅歐中國少年共產黨加入中國社會主義青年團，成為「中國社會主義青年團旅歐支部」；將旅歐「中國少年共產黨」改名為「旅欧中国共产主义青年团」，其領導機構改稱旅歐共青團執行委員會，周恩來黨選為執行委員會書記:58。離廠後不久，經汪泽楷、穆清、舒辉璋介紹，鄧小平加入旅欧中国共产主义青年团:59。在法國時，鄧小平就加入到一小群為共產主義青年運動思考整體戰略的知識分子中:5。
1925年1月，国内的“中国社会主义青年团”更名为“中国共产主义青年团”，“旅欧中国共产主义青年团”于1925年4月11日发通告更名为“中国共产主义青年团旅欧区”。由于旅欧区人数减少，1925年12月25日在巴黎召开的第八次代表大会上将“旅欧区”改为“旅欧地方团”。1926年之后，随着大批成员回国，旅欧地方团逐渐减少并停止活动。